# Бенет, Леон
Леон Бенет (фр. Hippolyte Léon Benet; 2 марта 1839, Оранж, Воклюз, Прованс — Альпы — Лазурный Берег — 7 декабря 1916, Тулон) — французский художник, иллюстратор.

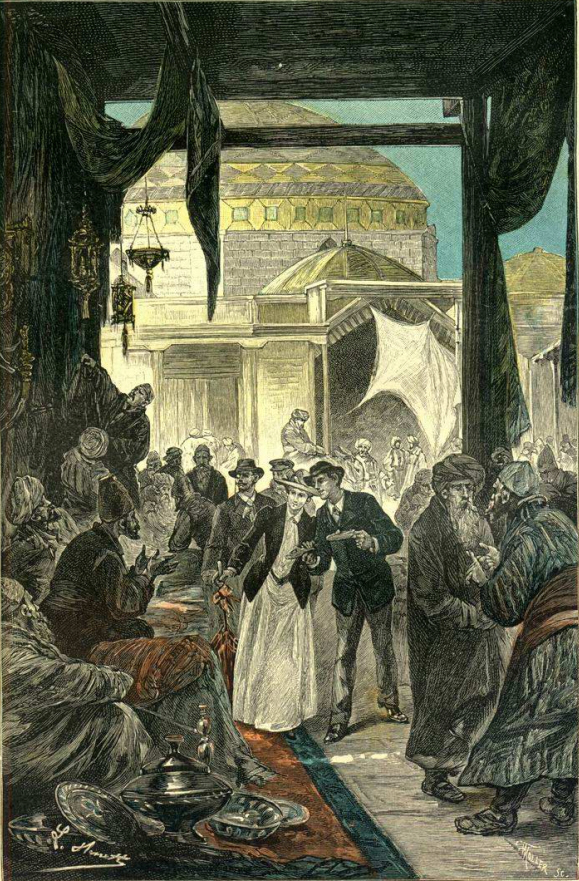
Базар в Самарканде, иллюстрация к роману Жюля Верна «Клодиус Бомбарнак».

## Биография
Родился в семье юриста. Работал чиновником государственной службы. Познакомился с издателем Пьером-Жюлем Этцелем, который увидев и заинтересовавшись его рисунками, пригласил работать на него, иллюстрировать произведения писателей, выходивших в его издательстве
Добровольцем участвовал во Франко-прусской войне 1870 года, был назначен капитаном пехоты, получил ранение под Шартром, в ноябре 1870 года был награждён.
Много путешествовал, побывал в Алжире, в Новой Каледонии, Мартинике, Средней Азии, Индокитае и других частях света.
Леон Бенетт преуспел в изображении экзотических стран. Альбомы его рисунков, привезенные из путешествий, пользовались большой популярностью у публики.
Известен прежде всего тем, что проиллюстрировал бо́льшую часть романов Жюля Верна. С 1873 по 1910 год он проиллюстрировал двадцать пять приключенческих произведений серии «Необыкновенные путешествия», а также другие произведения Жюля Верна. Кроме того, иллюстрировал произведения Виктора Гюго, Льва Толстого, Томаса Майна Рида, Андре Лори, Камиля Фламмариона, Элизе Реклю, Джеймса Фенимора Купера, Эркмана-Шатриана и др.

## Галерея работ

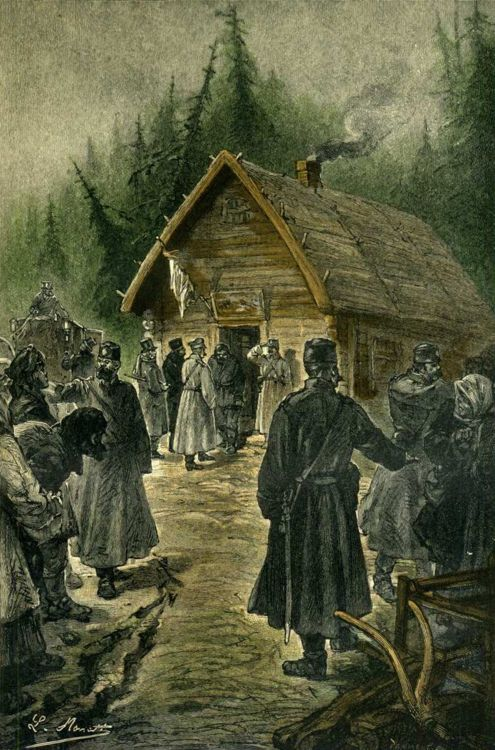
Иллюстрация книги «Драма в Лифляндии» Жюля Верна
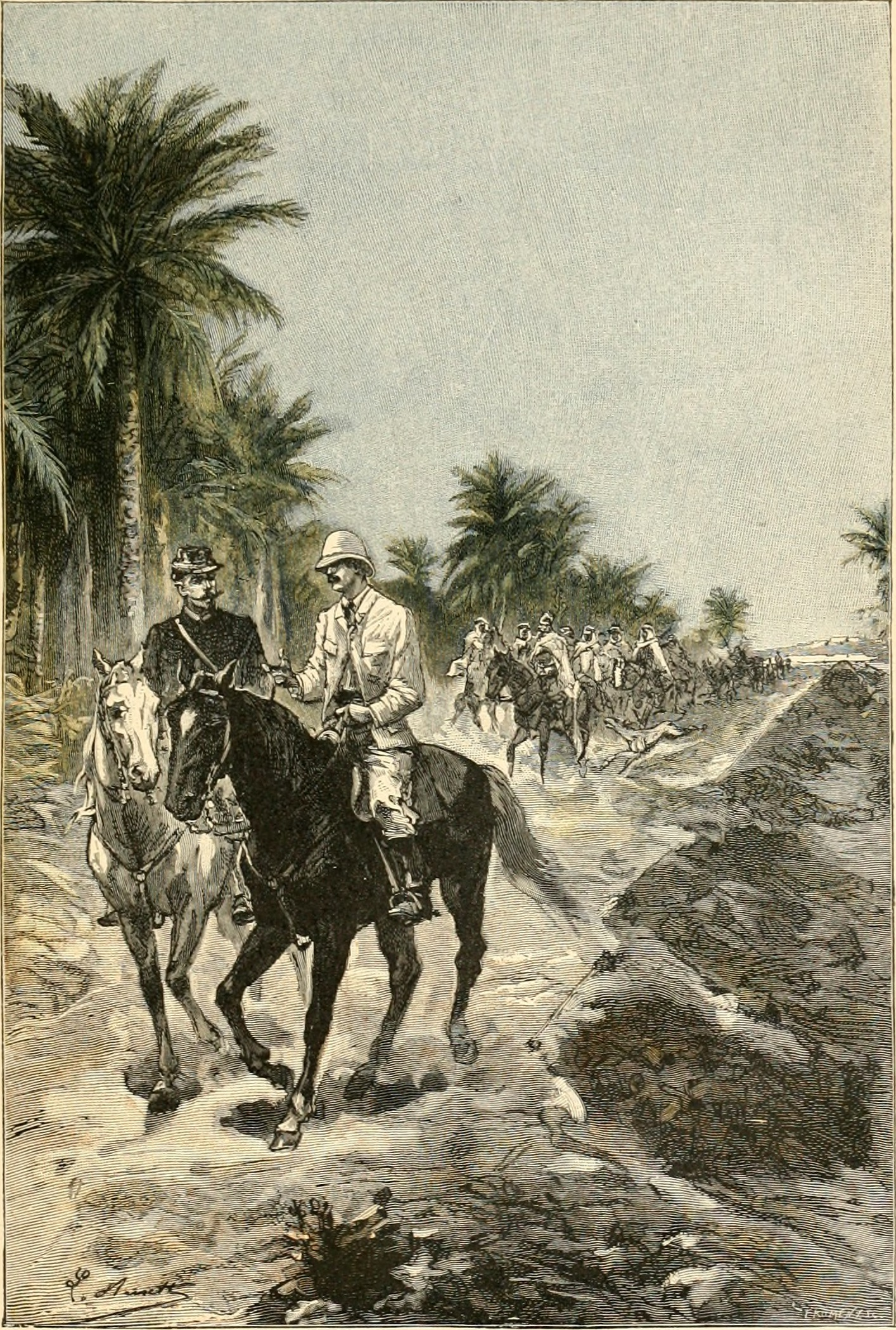
Иллюстрация книги «Вторжение моря» Жюля Верна
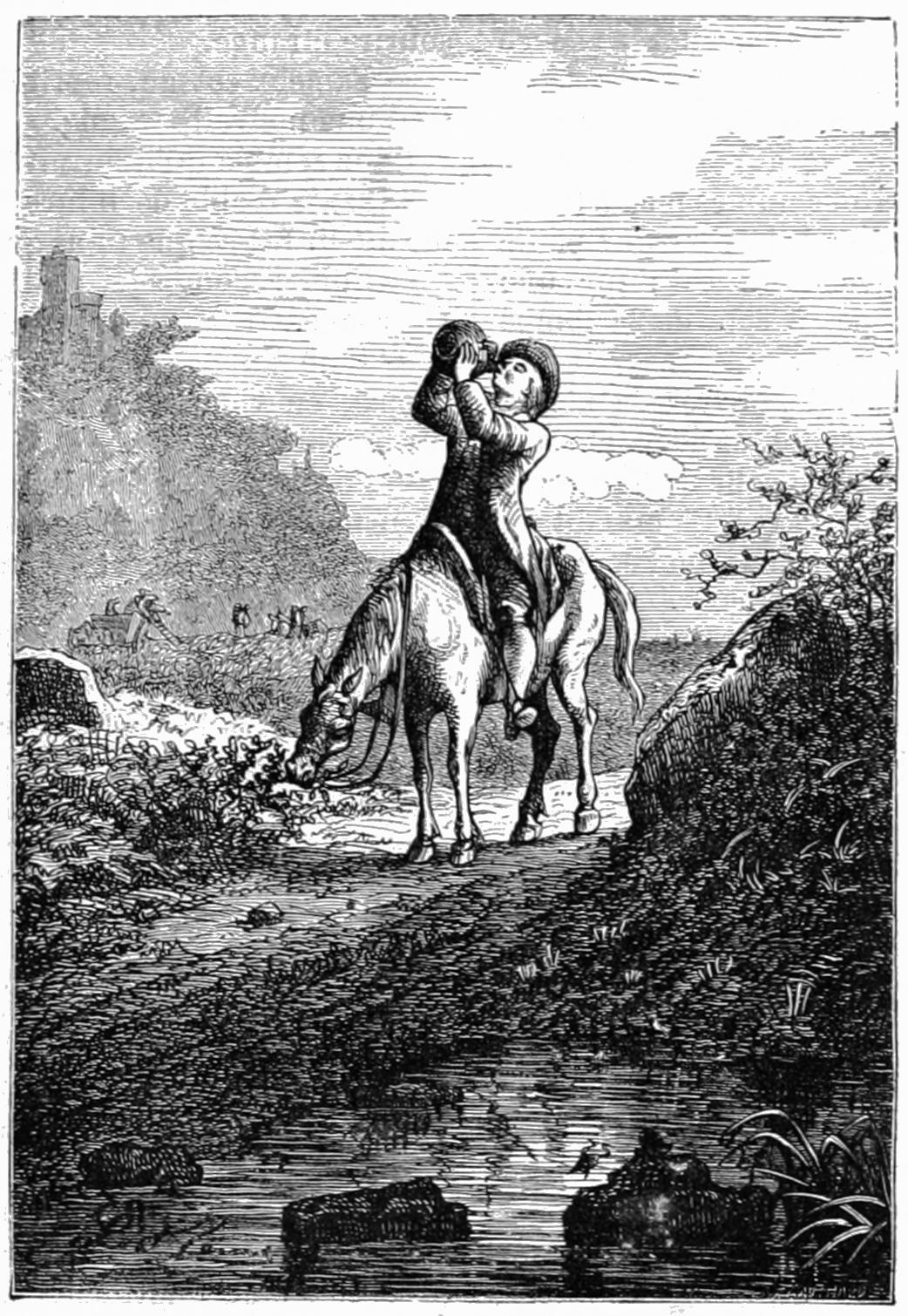
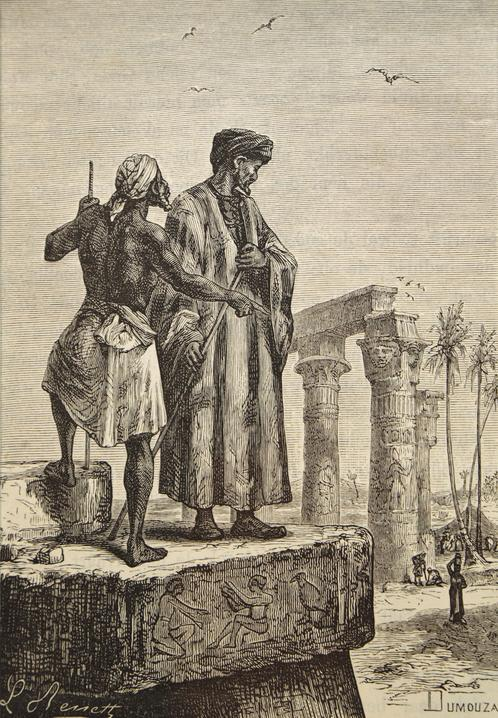
Ибн Баттута в Египте